# Cass Timberlane
Cass Timberlane is een Amerikaanse dramafilm in zwart-wit uit 1947 onder regie van George Sidney. De film is gebaseerd op de roman Cass Timberlane: A Novel of Husbands and Wives uit 1945 van Sinclair Lewis en werd destijds in Nederland uitgebracht onder de titel Gewetensstrijd.

## Verhaal
Cass Timberlane is een rechtschapen rechter van middelbare leeftijd in een provinciestadje. Sinds het overlijden van zijn vrouw is hij een workaholic zonder privéleven. Dit verandert wanneer hij Virginia Marshland ontmoet, een getuige in een scheidingszaak. Ondanks hun verschillend in stand - hij bevindt zich vooral in de high society van het dorpje terwijl zij uit de arme buurt komt - wordt het tweetal verliefd op elkaar en trouwt al gauw. De high society accepteert Virginia niet en herinnert Timberlane constant aan de 'fout' die hij is begaan. De enige uitzondering is advocaat Brad Criley, die Virginia onmiddellijk onder zijn hoede neemt.
Virginia raakt zwanger en kan niet wennen aan het saaie bestaan als huisvrouw. Na een miskraam groeit haar onrust, waarop ze verscheidene hobby's uitprobeert, zoals vliegen en toneel. Haar romantische tegenspeler in het theater is niemand minder dan Brad, en wanneer zij een passionele zoen delen tijdens het optreden, spreekt de high society van een heus schandaal. Brad wordt daarop verplaatst naar een kantoor in New York. Timberlane merkt dat Virginia alsmaar ongelukkiger wordt en neemt haar mee op reis naar New York. Aldaar begint ze een affaire met Brad. Timberlane krijgt een baanaanbod als partner, maar is content met zijn leven in een klein dorp en keurt deze af. Virginia is woedend wanneer ze dit hoort en besluit bij Brad in New York te blijven.
Al gauw blijkt dat Brad gesteld is op zijn vrijgezellenbestaan in de grote stad en zich niet wil binden aan Virginia. Na hem hiermee te hebben geconfronteerd, springt ze uit een rijdende auto en raakt zwaargewond. Timberlane wordt op de hoogte gesteld van het ongeluk en keert terug naar de stad om haar te verzorgen. Na haar herstel keert ze terug naar het dorp met Timberlane aan haar zijde.

## Rolverdeling
| Acteur               | Personage                  |
| -------------------- | -------------------------- |
| Spencer Tracy        | Cass Timberlane            |
| Lana Turner          | Virginia "Ginny" Marshland |
| Zachary Scott        | Brad Criley                |
| Tom Drake            | Jamie Wargate              |
| Mary Astor           | Queenie Havock             |
| Albert Dekker        | Boone Havock               |
| Margaret Lindsay     | Chris Grau                 |
| Rose Hobart          | Diantha Marl               |
| John Litel           | Webb Wargate               |
| Mona Barrie          | Avis Elderman              |
| Josephine Hutchinson | Lillian Drover             |
| Selena Royle         | Louise Wargate             |
| Frank Wilcox         | Gregg Marl                 |
| Richard Gaines       | Dennis Thane               |
| John Alexander       | Dr. Roy Drover             |
| Cameron Mitchell     | Eino Roskinen              |
| Howard Freeman       | Hervey Plint               |
| Griff Barnett        | Herman                     |
| Jessie Grayson       | Mrs. Higbee                |

## Productie
Metro-Goldwyn-Mayer kocht in april 1945 de rechten van het boek van Sinclair Lewis voor $150.000. John O'Hara werd in augustus dat jaar ingehuurd om een scenario te leveren, maar werd in een later stadium vervangen.
In augustus 1945 werd aangekondigd dat Spencer Tracy ofwel Walter Pidgeon de titelrol zou vertolken en was de studio in onderhandeling met Vivien Leigh voor de vrouwelijke hoofdrol; in december dat jaar werd David O. Selznick van 20th Century Fox benaderd om actrice Jennifer Jones uit te lenen voor diezelfde - beiden zonder resultaat. De zoektocht naar de actrice voor de hoofdrol bleek moeizamer dan gedacht; in 1946 en 1947 auditeerden talloze actrices voor de rol, voordat Lana Turner werd gecast.
Spencer Tracy hoopte dat George Cukor of Vincente Minnelli zou worden aangesteld als regisseur en was naar verluidt teleurgesteld in George Sidney. De draaiperiode was van eind maart tot en met eind juli 1947.

## Ontvangst
Mogelijk omdat het boek waar de film op is gebaseerd destijds niet in het Nederlands werd vertaald, kreeg deze verfilming maar weinig aandacht van de Nederlandse pers. De enkele reacties van de recensenten waren gematigd enthousiast; zo schreef De Tijd: "Veel meer dan een soms spitse dialoog heeft [auteur Sinclair Lewis] aan de film niet gewonnen". Criticus van Het Vrije Volk schreef dat "humor en ernst knap [zijn] vermengd" en schreef met bewondering voor het acteerspel van Spencer Tracy.